# Arbeiterin (Bienen)

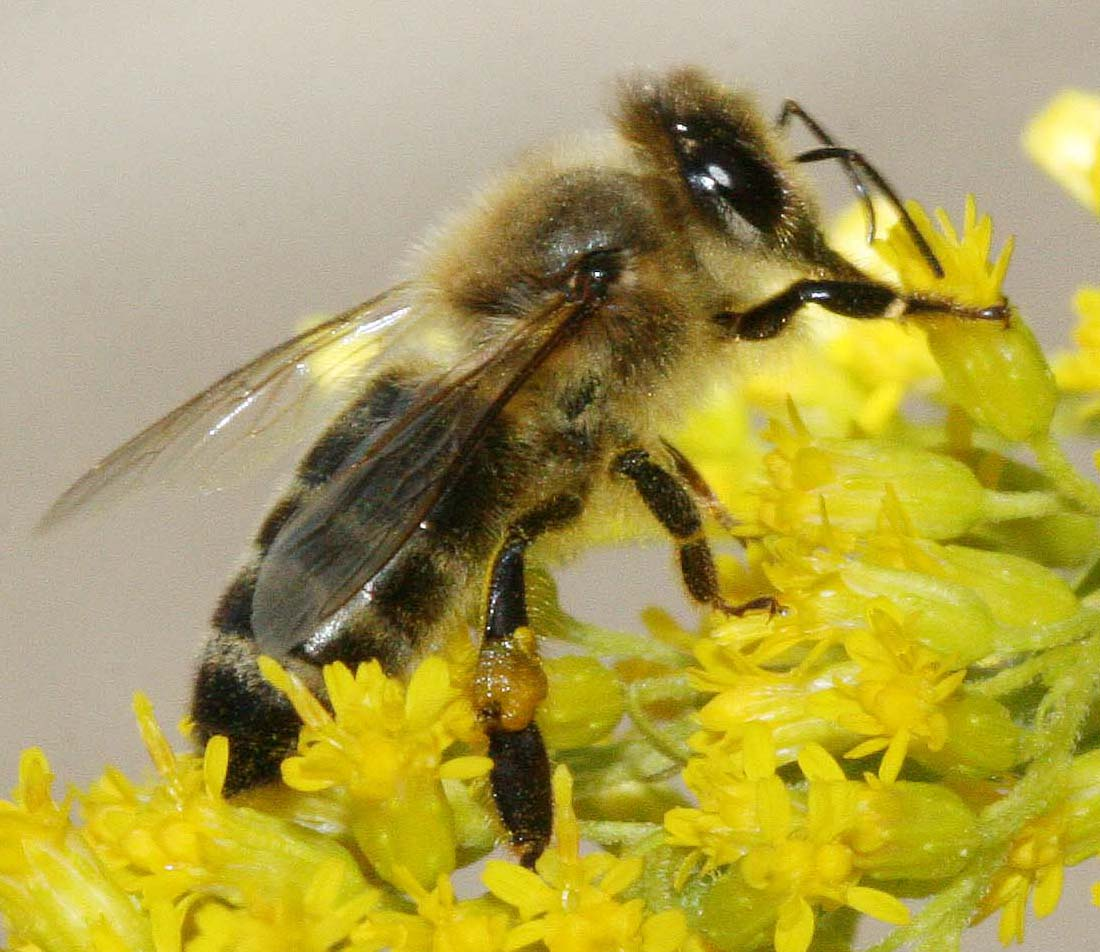
Sammlerin auf der Goldrute

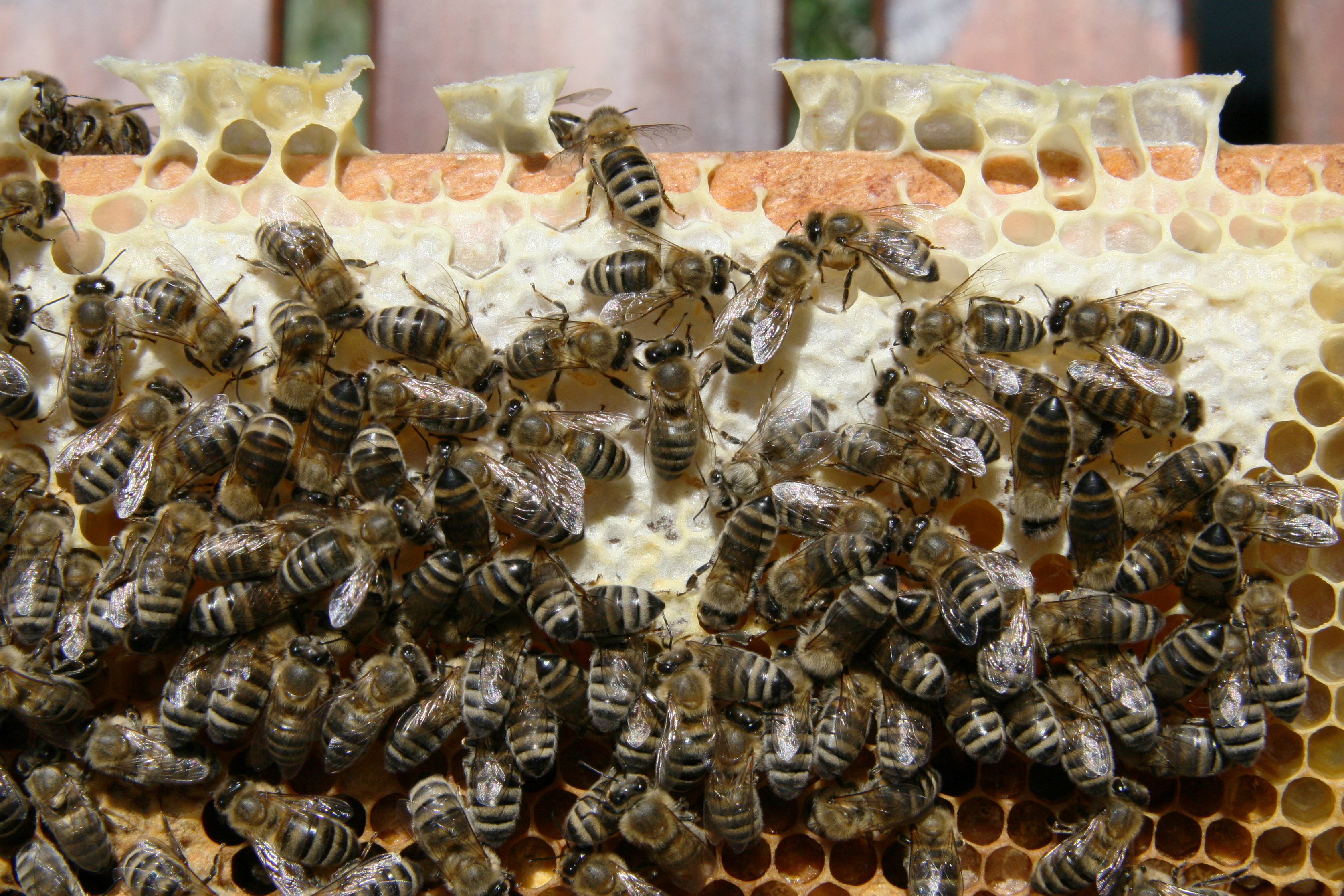
Arbeiterinnen bei der Einlagerung von Honig

Arbeiterinnen sind die weiblichen Honigbienen, Hummeln, Wespen oder Hornissen. Alle diese staatenbildenden Arten aus der Ordnung der Hautflügler (Hymenoptera) haben drei unterschiedliche Wesen (Morphen): Königin, Arbeiterin und Drohn.

## Arbeiterinnen im Bienenvolk
Die meisten Angehörigen eines Bienenvolkes sind Arbeiterinnen. Dies sind Weibchen, die in ihrer Geschlechtlichkeit durch die laufende Abgabe von Pheromonen der Bienenkönigin gehemmt sind. Weiterhin wird schon durch die Ernährung und Pflege im Larvenstadium entschieden, welches Tier nur zu einer Arbeiterin oder welches zu einer Königin wird.

## Entwicklung
Hinweis: Die im Folgenden genannten Daten gelten streng genommen nur für einige Rassen der Westlichen Honigbiene. Bei den anderen Honigbienen-Arten und auch bei den afrikanischen Rassen dieser Art gibt es zum Teil erhebliche Abweichungen.
Die Entwicklungszeiten von Königin, Drohn und Arbeiterin sind unterschiedlich lang. Die Entwicklung wird in drei Zeitabschnitte eingeteilt:
- Zeit als Ei – drei Tage bei allen drei Bienenwesen
- Zeit als Larve in offener Wabenzelle – sechs weitere Tage, Königin nur fünf Tage. Die Larven werden in dieser Zeit intensiv gefüttert. Die Gewichtszunahme liegt bei der Arbeiterinnenlarve etwa bei Faktor 1000.
- Zeit in der verdeckelten Zelle. Hierbei verpuppt sich die Larve mehrmals, siehe auch Metamorphose. Diese Phase ist bei der Königin am kürzesten mit sieben weiteren Tagen und beim Drohn mit fünfzehn Tagen am längsten. Dazwischen liegt die Arbeiterin mit zwölf Tagen.

Somit ergibt sich die gesamte Entwicklungszeit von der Eiablage bis zum Schlüpfen als vollständig entwickeltes, erwachsenes (adultes) Insekt mit 21 Tagen für die Arbeiterin.

## Tätigkeiten
Die Tätigkeiten der Arbeiterin hängen hauptsächlich von ihrem Alter ab.
Sie beginnt schon bald nach dem Schlüpfen mit der Säuberung der Zellen, aus denen gerade junge Bienen geschlüpft sind.
| Lebenstag       | Aufgaben im Bienenvolk |
| --------------- | --- |
| 1. bis 3. Tag   | Säuberung der Zellen, aus denen Bienen geschlüpft sind. Versieht die Zellen mit einem dünnen Propolisfilm, um sie für die neue Eiablage der Königin herzurichten |
| 4. bis 5. Tag   | Vorbereitung der Pollennahrung für die Larven und deren Versorgung                                                                                               |
| 6. bis 13. Tag  | Futtersaftdrüsen sind im Kopf der Biene entwickelt. Versorgung der allerjüngsten Larven und Versorgung der Königin mit Futtersaft                                |
| 14. bis 16. Tag | Ausscheidung von Wachs, Bau von Waben und Verdeckeln der Brut |
| 17. bis 19. Tag | Wachbiene am Eingang des Bienenstocks. Vorbereitung zur Trachtbiene. Futtersaft- u. Wachsdrüsen bilden sich zurück                                               |
| ab 21. Tag      | Ausschließliche Tätigkeit: Sammelt Pollen, Propolis, Wasser und Nektar                                                                                           |

Entsprechend dieser Tabelle benutzen Imker auch folgende Bezeichnungen für Arbeiterinnen: Ammenbiene, Stockbiene, Baubiene, Wächterin, Flugbiene, Sammlerin, Kundschafterin, Spurbiene, Wasserholerin.
Es gibt noch weitere Faktoren, die Einfluss auf die Tätigkeiten einzelner Bienen im Gesamtorganismus Bienenvolk haben. So kann der Bedarf an Tätigkeiten durch unterschiedlichste innere und äußere Zustände und Einflüsse auf das Bienenvolk stark variieren. Beispiele sind der Jahreszyklus, der Schwarmtrieb, Bienenvergiftungen mit dem Verlust von vielen Sammelbienen etc. Hinzu kommt, dass die Bienen eines Volkes auch unterschiedliche Erbanlagen haben (s. Hochzeitsflug), was zu Spezialisierungen führt. Schließlich führen auch geringfügig unterschiedliche Temperaturen während des Larvenstadiums einer Arbeiterin zu unterschiedlichen Fähigkeiten. Ein Beispiel für Spezialisierung und besondere Fähigkeiten sind die „Heizerbienen“, die für die konstante Erwärmung des Brutnestes auf etwa 35 °C sorgen.
Eine Arbeiterin wird in der Vegetationszeit höchstens 45 Tage alt. Dagegen werden die sogenannten Winterbienen deutlich älter. Hierbei handelt es sich um die letzte im Herbst aufgezogene Brut. Ihre Aufgabe besteht darin, zu überwintern und im Frühjahr erneut mit der Brutpflege zu beginnen. Hierzu haben sie einen körpereigenen Eiweißvorrat, den sie verbrauchen, bevor ein Pollensammeln möglich ist. Kommt es in dieser Zeit (Februar) zu einem starken Kälteeinbruch, so wird das Brüten eingestellt und junge Larven aufgefressen. Hierdurch kann ein Teil des Eiweißes zurückgespeichert werden.